# تی‌دی‌آراس-۴
تی‌دی‌آراس-۴ (انگلیسی: TDRS-4) (که با نام TDRS-D نیز شناخته می شود) ماهواره مخابراتی ایالات متحده آمریکا بود که بین سال‌های ۱۹۸۹ تا ۲۰۱۱ مورد استفاده بود. این ماهواره ابتدا قرار بود به وسیله شاتل چلنجر طی ماموریت اس‌تی‌اس-۶۱-ام در مدار قرار بگیرد اما پس از حادثه انفجار شاتل چلنجر این ماموریت لغو و بعدها به وسیله شاتل دیسکاوری طی ماموریت اس‌تی‌اس-۲۹ در مدار قرار گرفت.